# Lövhagen, Nynäshamns kommun

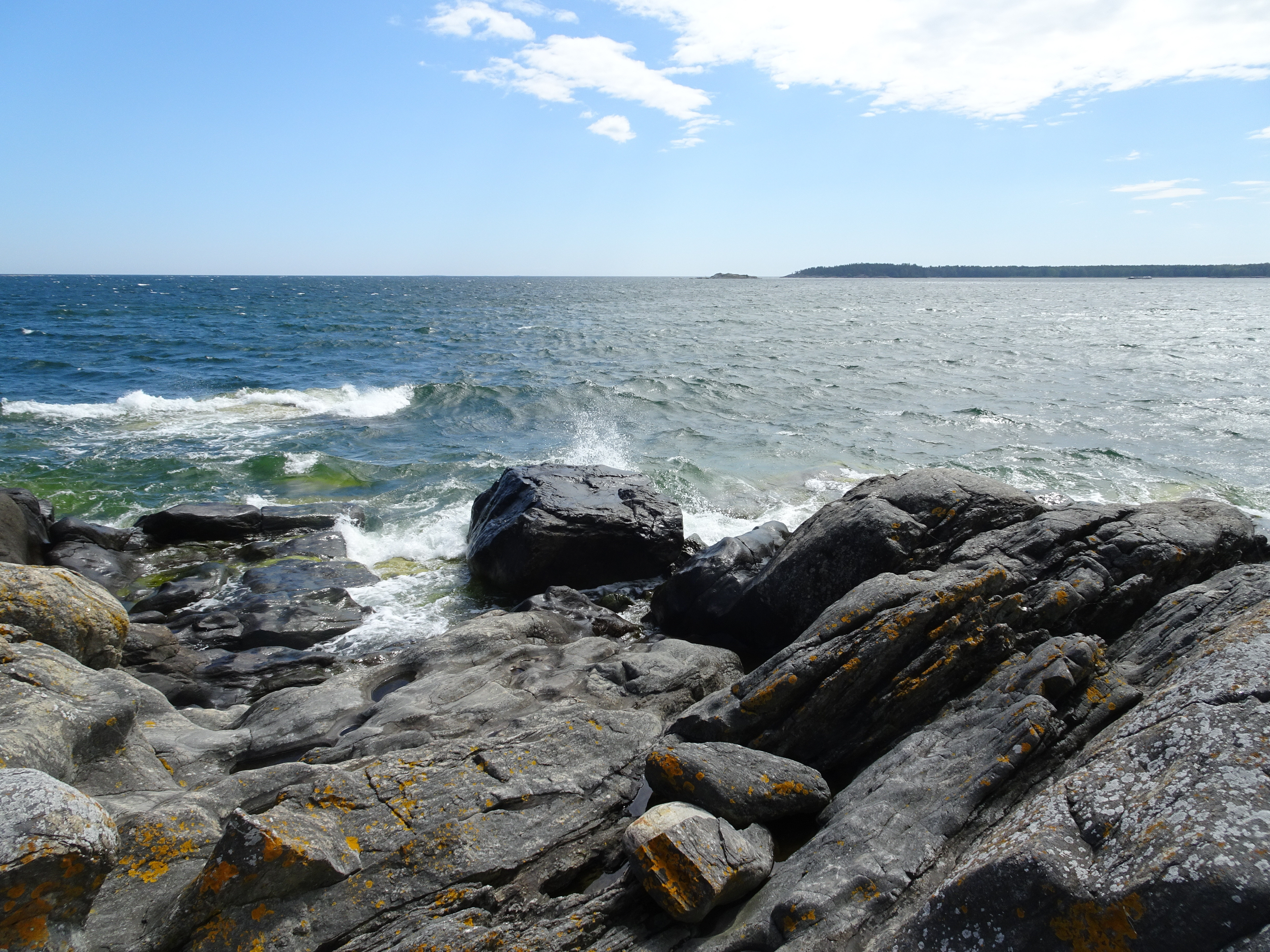
Klipporna vid Knappelskärs södra udde.

Lövhagen är en halvö i Östersjön belägen söder om Nynäshamn i Nynäshamns kommun. Den södra delen av halvön upptas av Lövhagens friluftsområde med servering, vandrarhem, havsbad och vandringsleder.

## Historia

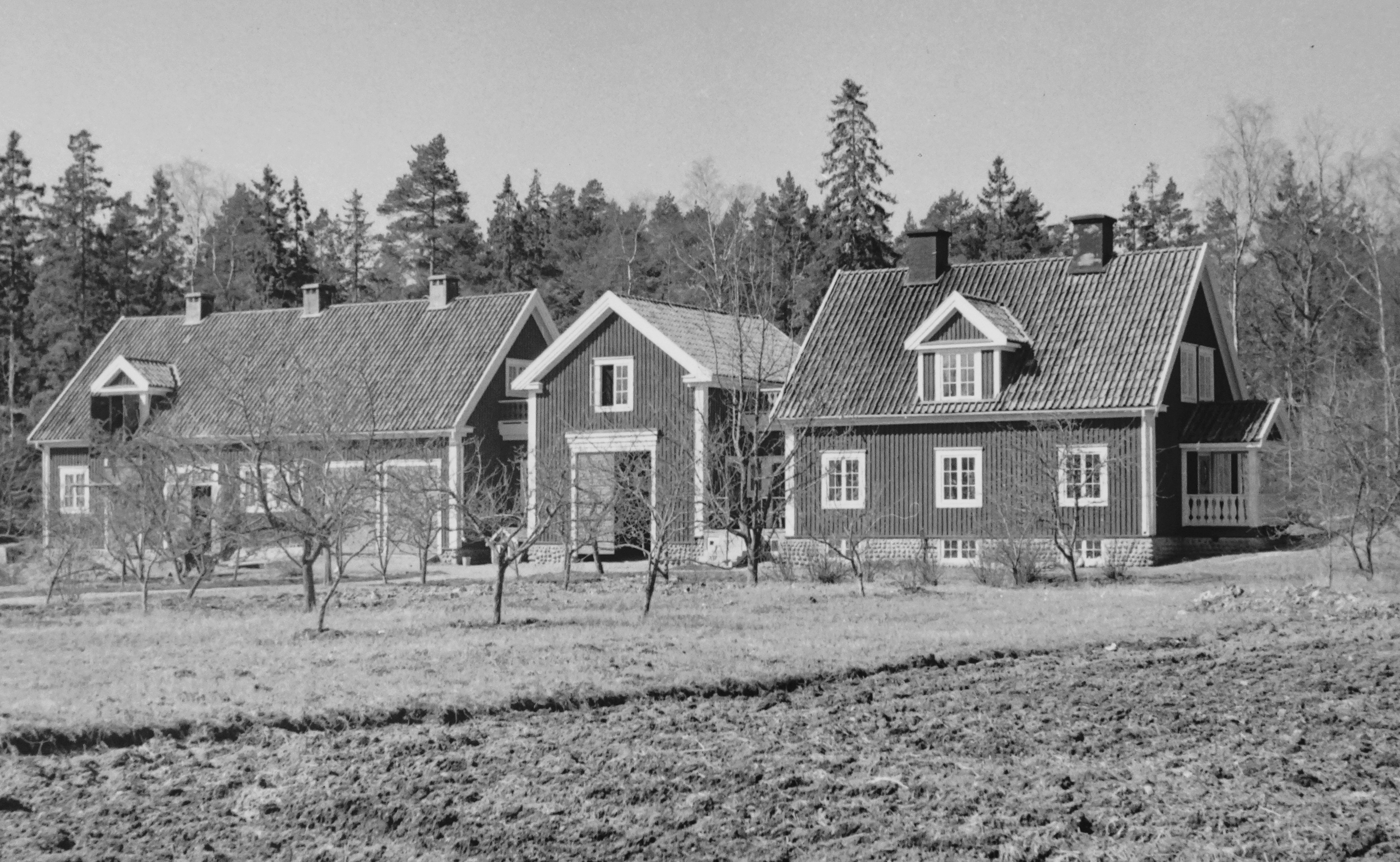
Gården Lövhagen på 1920-talet.

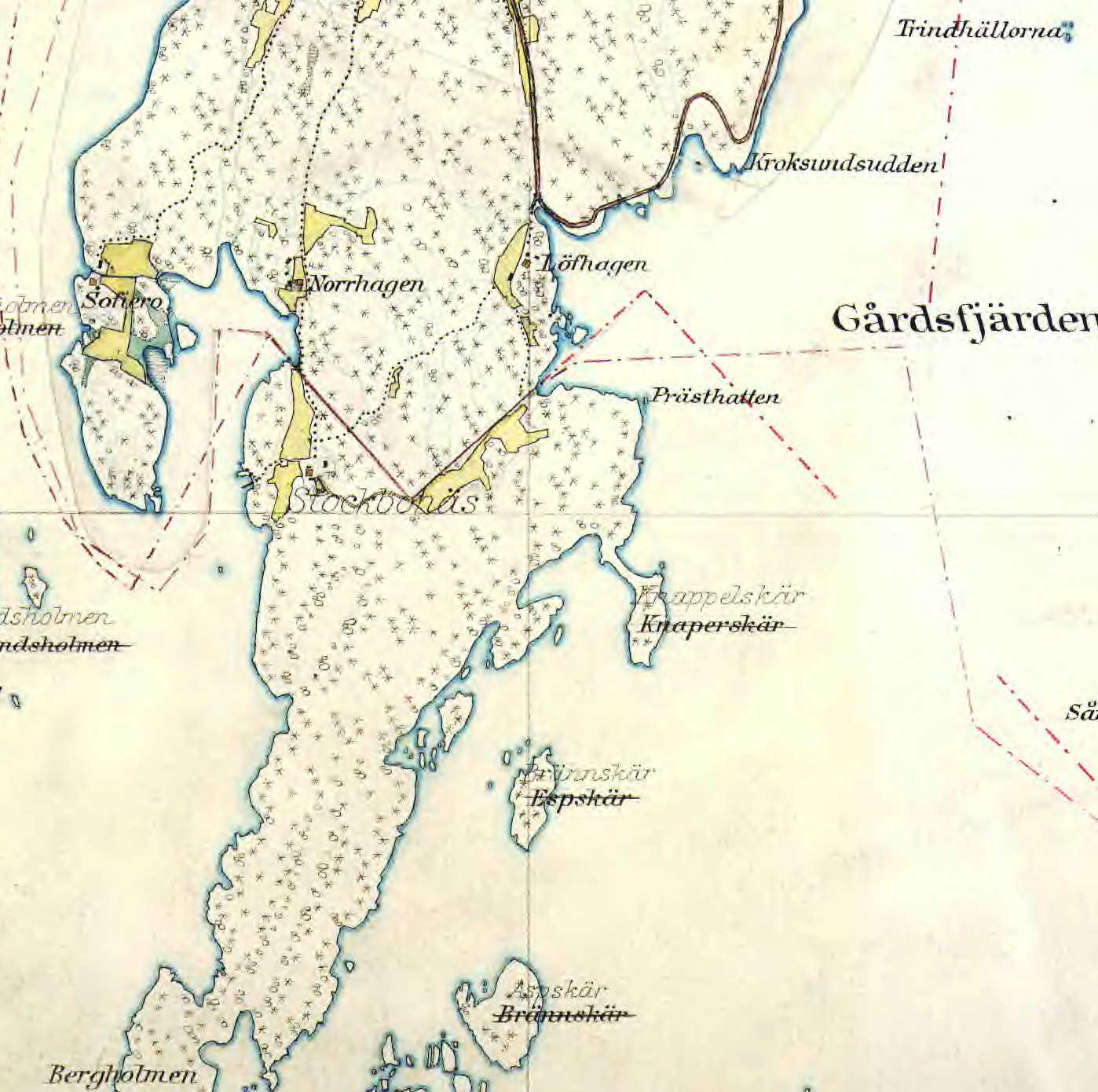
Lövhagenhalvön omkring 1900.

Lövhagen (eller Löfhagen) har sitt namn efter en gård som fanns här sedan 1800-talets andra hälft. Ägaren var troligen Johan Mauritz Löfgren som flyttade hit omkring 1870 från sin tidigare bostad på ön Trehörningen. 1913 förvärvades Lövhagen av generalmajoren Henri de Champs som även ägde gården Stockbonäs (numera riven) på västra sidan av halvön. 
År 1941 sålde de Champs gårdarna Löfhagen och Stockbonäs samt halvön till Nynäshamns köping under förutsättning att området för all framtid endast skulle nyttjas för fritidsändamål. Lövhagens Café & Vandrarhem är inrymd i några byggnader vilka uppfördes omkring 1920 som bostäder för gårdens arbetare och som ekonomibyggnader.

## Halvön
Halvön Lövhagen sträcker sig i nord-sydlig riktning mellan Gårdsfjärden i öster och Nynäsviken i väster. Längst i norr börjar Nynäshamns bebyggelse och längst söder ligger Bergholmen och Gummerholmen. På östra sidan, strax söder om samhället, sträcker sig den natursköna Strandvägen. 
Lövhagen är numera ett populärt friluftsområde med markerade vandringsleder, som sträcker sig genom skog och längs stranden med bad- och rastplatser. Längst i norr, vid Strandvägen ligger Lövhagens café med servering, vandrarhem och stugor. Djurlivet på Lövhagen är mycket rikt, med hjort, älg, mink, räv och vildsvin. Sedan 2005 fanns flera motioner om att omvandla Lövhagen till naturreservat som dock slutgiltig avslogs av kommunfullmäktige år 2018. Kommunalrådet menade att Lövhagen inte behöver reservatskyddas eftersom kommunen ändå äger marken vilket är tillräckligt med skydd.

## Grottor
Halvön är känd för sina grottor. Den kanske mest kända av Lövhagens grottor är Kärleksgrottan, belägen på norra sidan av Strandvägen nära Kroksundsudden. Grottan består av en åtta meter hög spricka i berget, som vidgar sig nedåt och är två meter bred längst ner.
Vid östra sidan märks udden Knappelskär med stränder, klippor och en vidsträckt utsikt över Gårdsfjärden. Udden skapades  genom landhöjningen efter den senaste istiden. På Knappelskärs södra udde finns Knappelskärsgrottan, en tunnelgrotta som tränger 15 meter in i berget. Den tros ha urgröpts av havet under cirka 500 år. Grottan är den största i sitt slag på Södertörn och hela Stockholms län. Knappelskärsgrottans golv ligger strax över vattenbrynet och nås lättast från sjön.

## Bilder

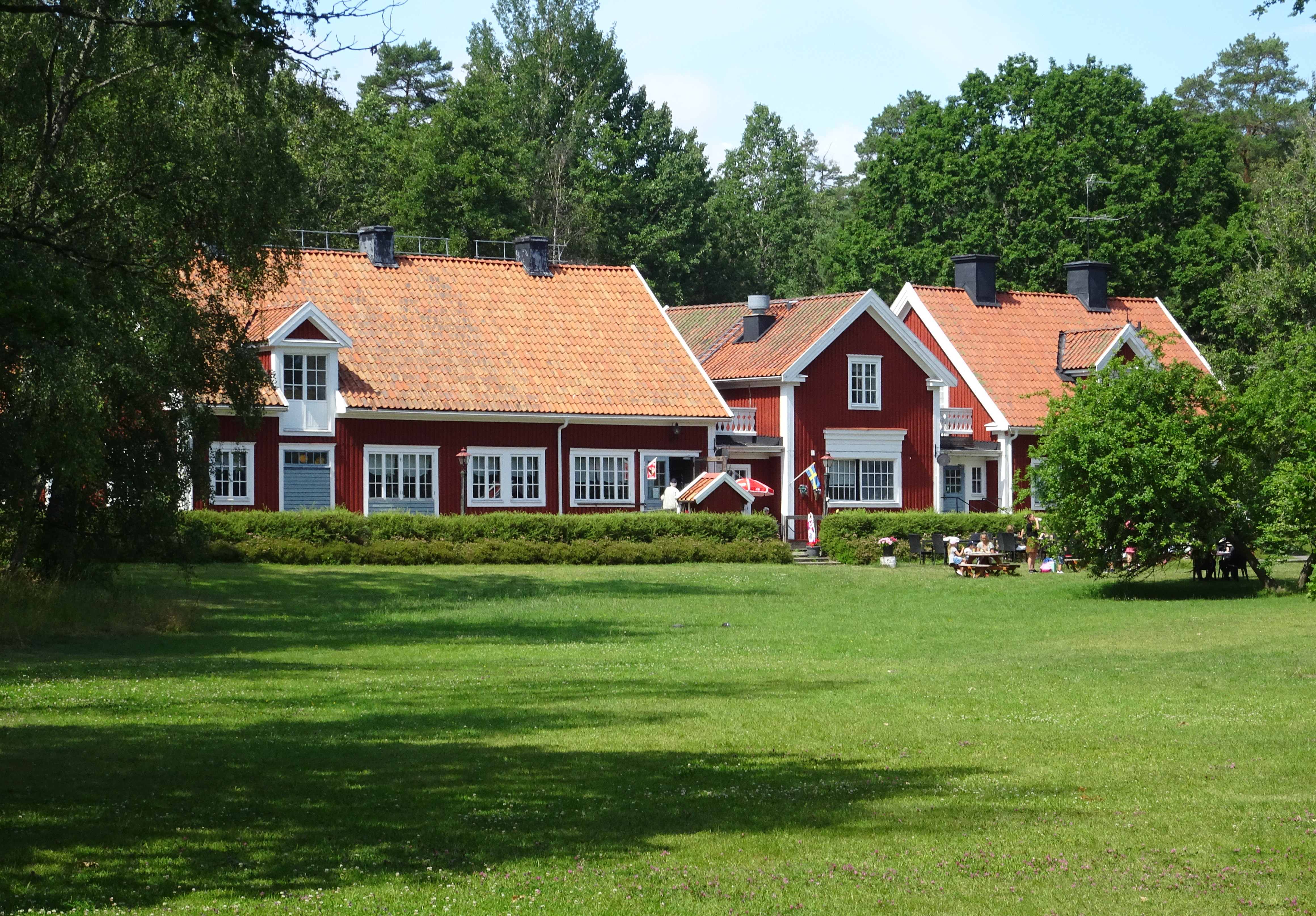
Lövhagens Café & Vandrarhem.
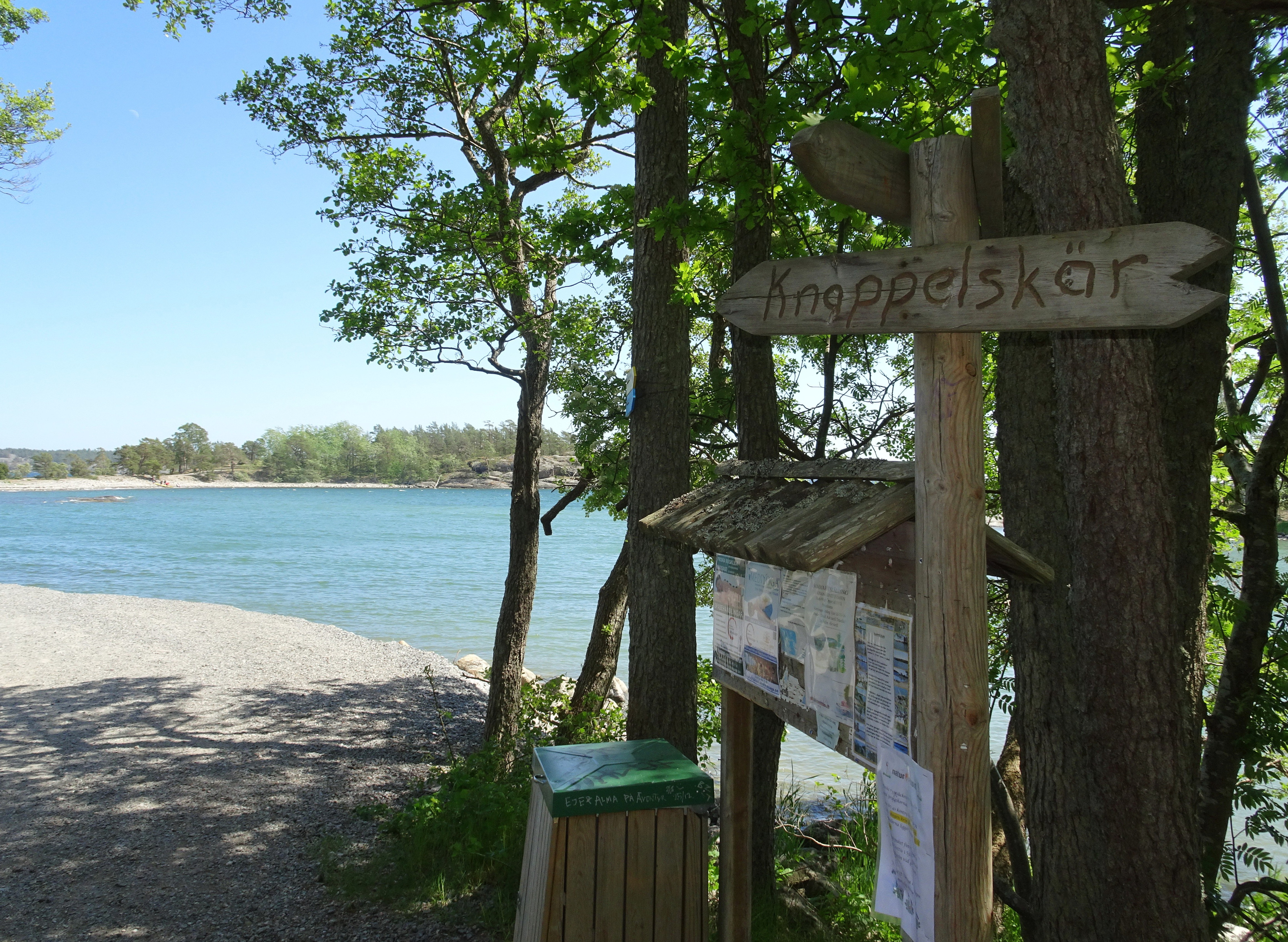
Vägvisare till Knappelskär.
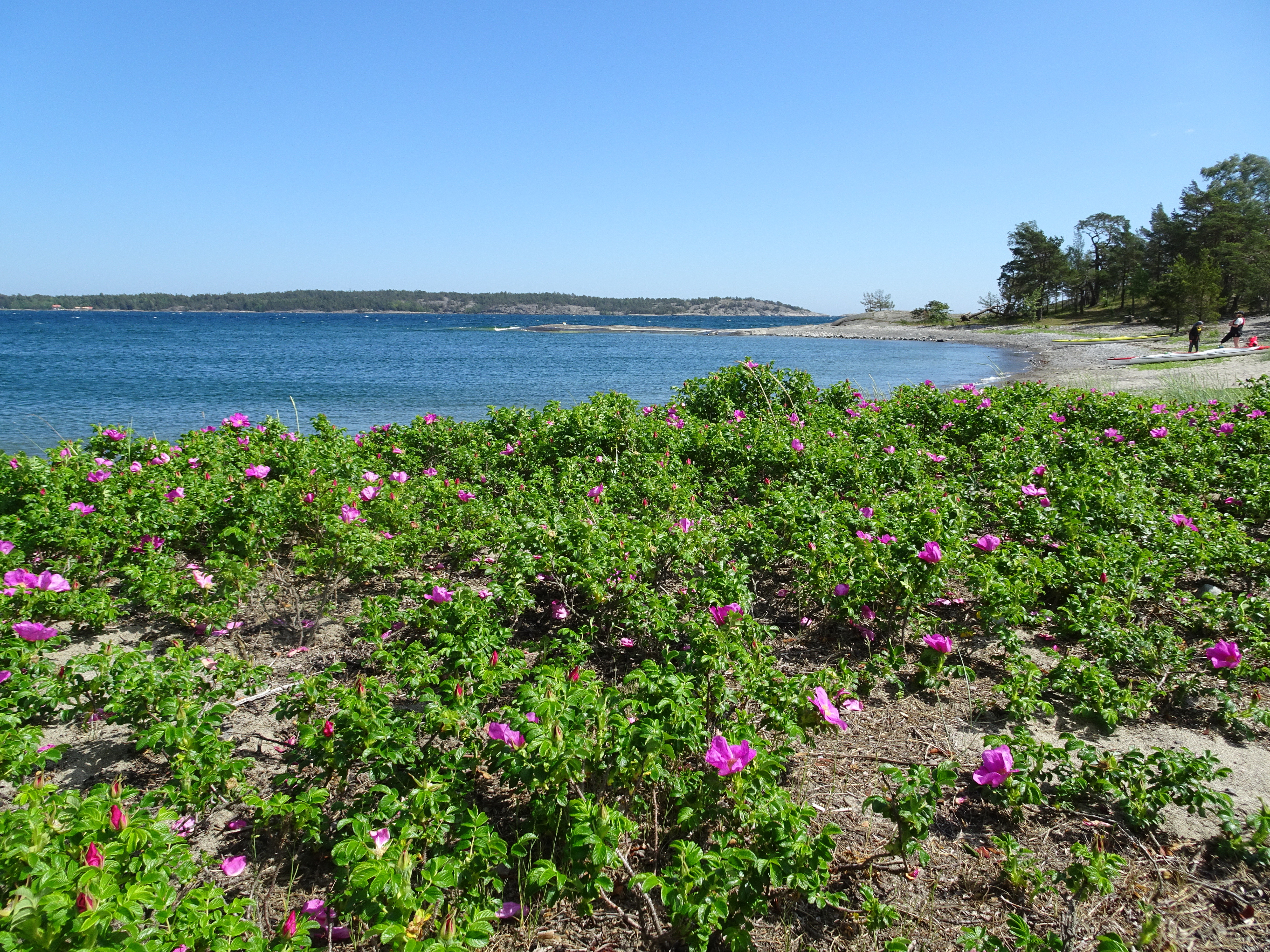
Knappelskärs landtunga, norra sida.
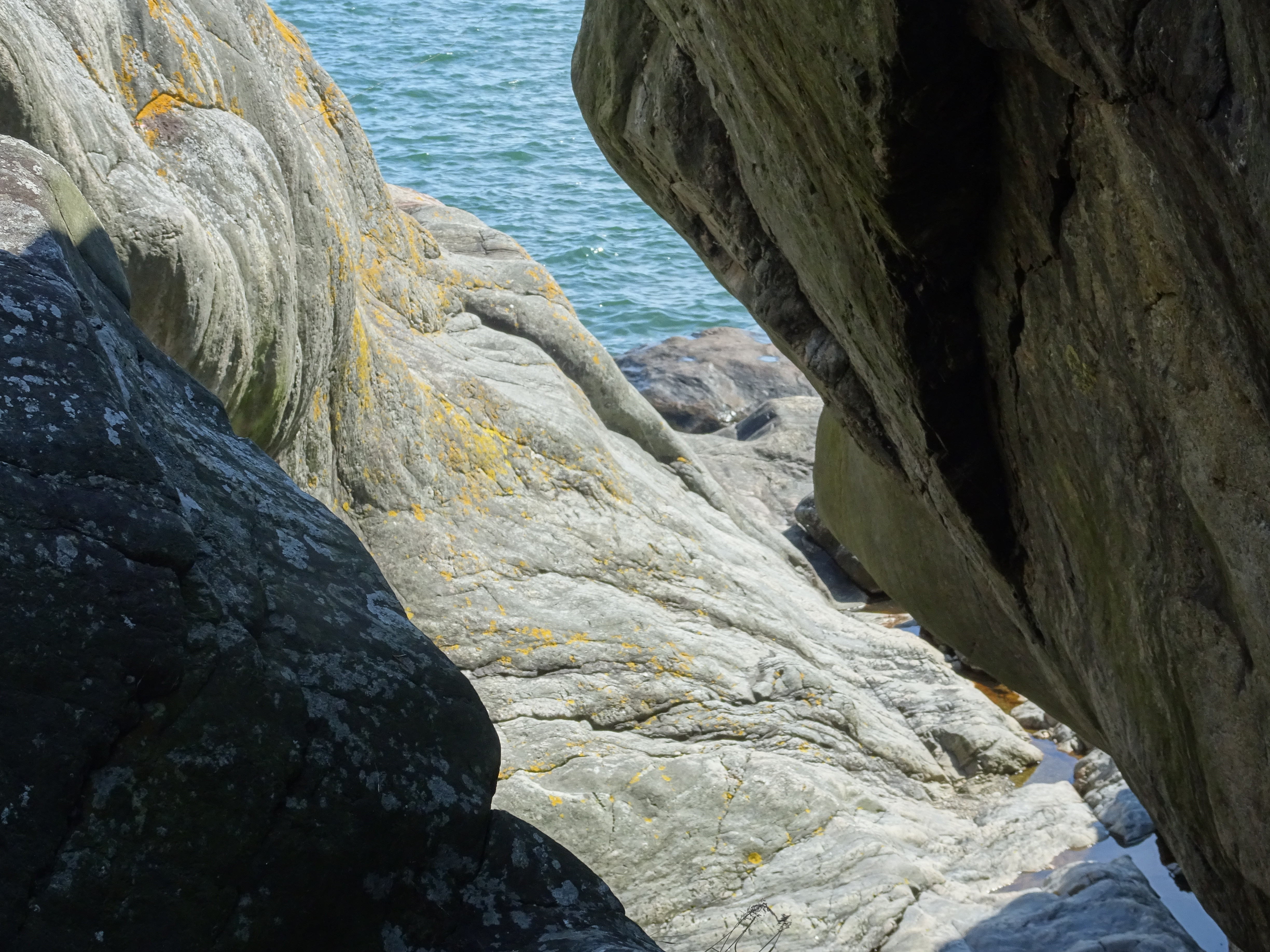
Knappelskärsgrottan.
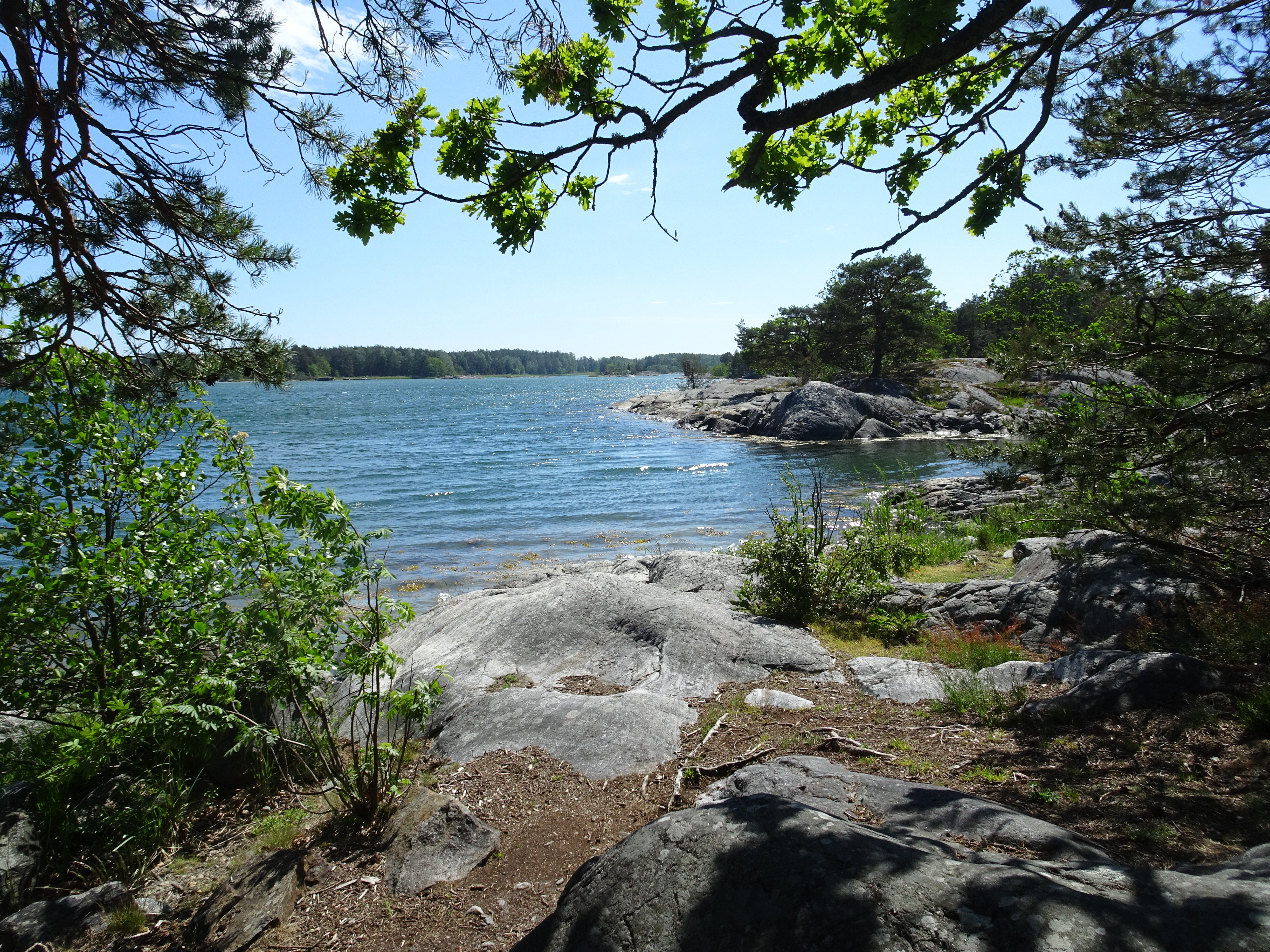
Lövhagenhalvöns södra udde.